# Retrato de Helena Fourment
Retrato de Helena Fourment é um óleo sobre madeira de Peter Paul Rubens, concebido na Flandres entre 1630-1632. O monumental quadro, de medidas invulgares de 186 x 85 cm, retrata a segunda esposa do flamengo pintor e é uma das muitas pinturas em que Rubens retratou a Helena. A valiosa pintura pertenceu à colecção de Catarina II da Rússia, após ter-lhe sido vendida, em 1779, por Sir Robert Walpole, e esteve em exibição do Museu do Ermitage, em São Petersburgo.

## História
Em 1630 Rubens casou com Helène Fourment, em português Helena Fourment, filha de um mercador antuérpio rico que importava e exportava sedas e tapetes. Helena tornou-se então a segunda mulher do pintor, incrivelmente, trinta e seis anos mais nova que o esposo. A partir desta data, Helena Fourment apareceu com frequência na  produção de Rubens, quer em composições de carácter mitológico ou religioso quer em retratos individuais e familiares.
Após a Revolução Russa e a nacionalização dos bens, os comunistas russos, precisados de dinheiro para a guerra e comida para sustentar milhões de pessoas, decidiram vender os incrivelmente numerosos e valiosos bens que antes pertenciam à Coroa imperial russa e à riquíssima e poderosa aristocracia do país, sem excluir jóias, quadros, porcelanas, entre outros objectos de valor. Também precisados de armas, não olharam os meios para atingir os fins, e a maioria das jóias imperiais foram derretidas na Casa da Moeda. Até mesmo os muitos Ovos de Páscoa que Peter Carl Fabergé criara estiveram em risco de desaparecer. Aos quadros não se deu o mesmo tratamento e, sim, foram vendidos, o que, indirectamente, fez com que Retrato de Helena Fourment viesse parar nas mãos de Calouste Gulbenkian, e então a Portugal.
A pintura de excelência está hoje em dia exposta em Portugal, na cidade de Lisboa, no Museu Calouste Gulbenkian. A peça foi adquirida por Calouste Gulbenkian conhecido como Senhor 5% em 1930 - cerca de 300 anos depois de ter sido concebida por Peter Paul Rubens -, por intermédio de Antikvariat, em Moscovo.

## Composição e técnica
Esta obra reflete grande magnanimidade técnica na plasticidade e imperiosidade dos volumas, plenos na obra de Peter Paul Rubens, e na concepção das texturas, que muito reconhecimento deram a Rubens, e a excelência da luz no busto da figura. Para conceder uma aparência monumental à esposa, visto que esta o desejava e a sua estatura, um pouco baixa, por sinal, não ajudava, Rubens pôs a sua esposa em cima de um banco e alongou-lhe o vestido negro, fazendo com que Helena aparentasse ser mais alta. Depois, visto que Helena não se achou contentada, Rubens baixou a linha do horizonte, o que acentuou a verticalidade e excelência da mulher retratada, ou seja Helena.
Esta traja, elegantemente, diga-se, um chapéu negro com pluma de avestruz, tal como o vestido, este último de cetim, com mangas brancas volumosas, decoradas com laços de cetim cor melancia, moda em voga na burguesia crescente da época, e já que Rubens e a esposa eram muito ricos, não havia com certeza problemas em Helena ser assim trajada. O que é certo é que, em todas as pinturas que fez suas, Rubens não se cansou de demonstrar a elegância, brilho e esplendor com que a sua família era conhecida pela Europa mais eclética. Especial atenção para o último plano que exibe um sol nascente, por trás de obnubilantes nuvens acinzentadas.
A par da composição, o resultado visual é de grande impacto no público, que sabe sem dúvida que a obra é testemunho de um nome maior que marcou o Barroco e os séculos contemporâneos e que fez renascer a pintura da Flandres.

## Outros retratos de Helena Fourment

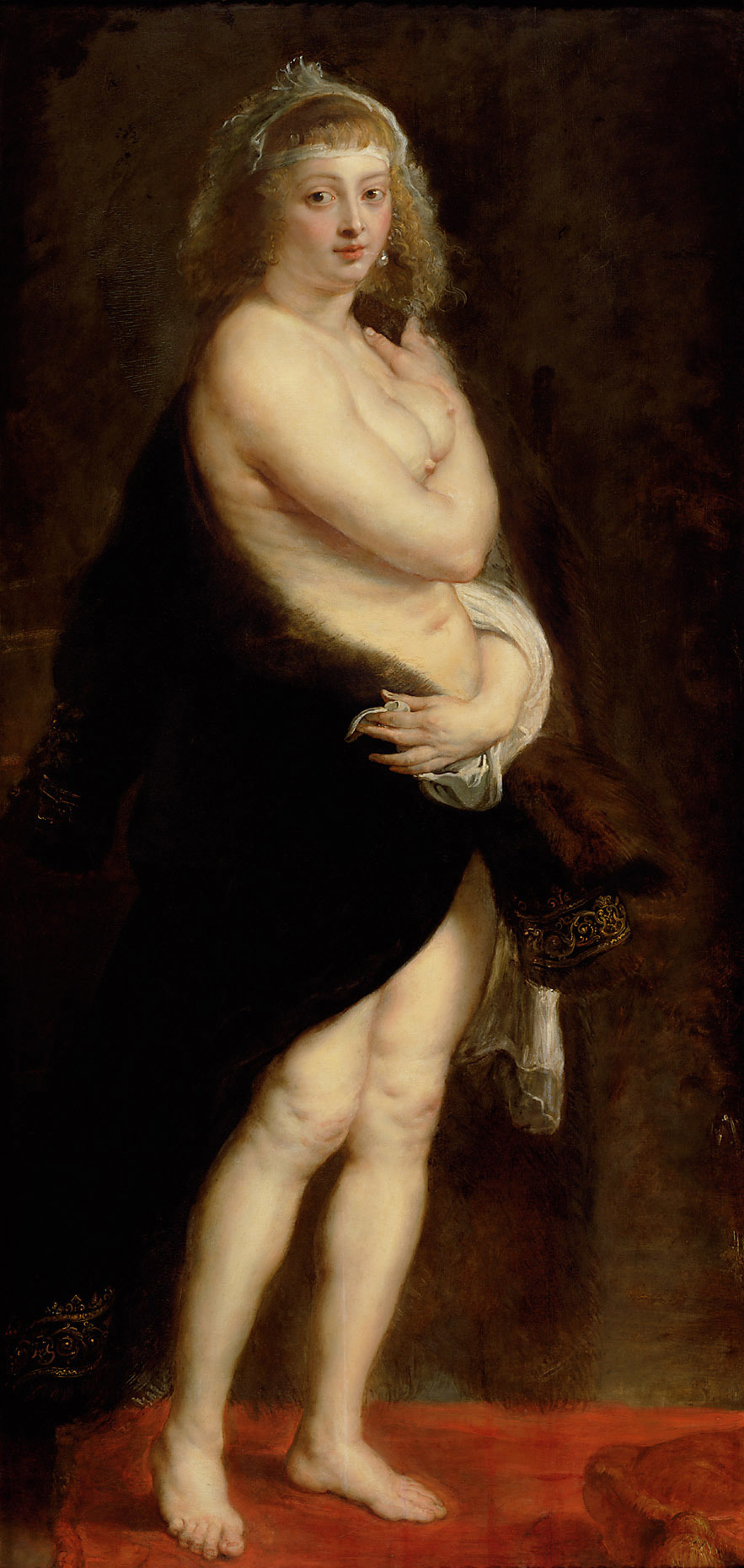
Kunsthistorisches Museum, Viena
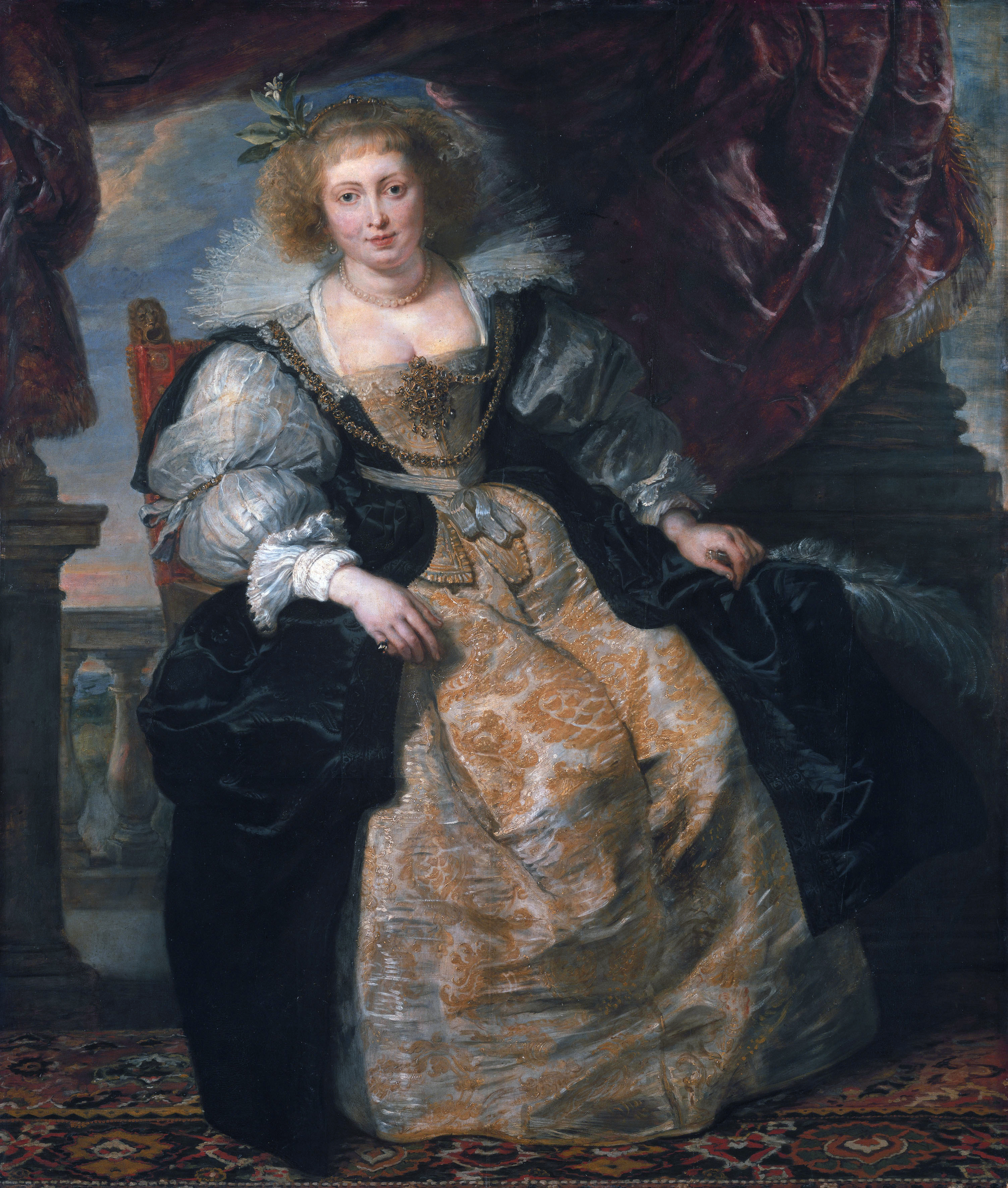
Alte Pinakothek, Munique
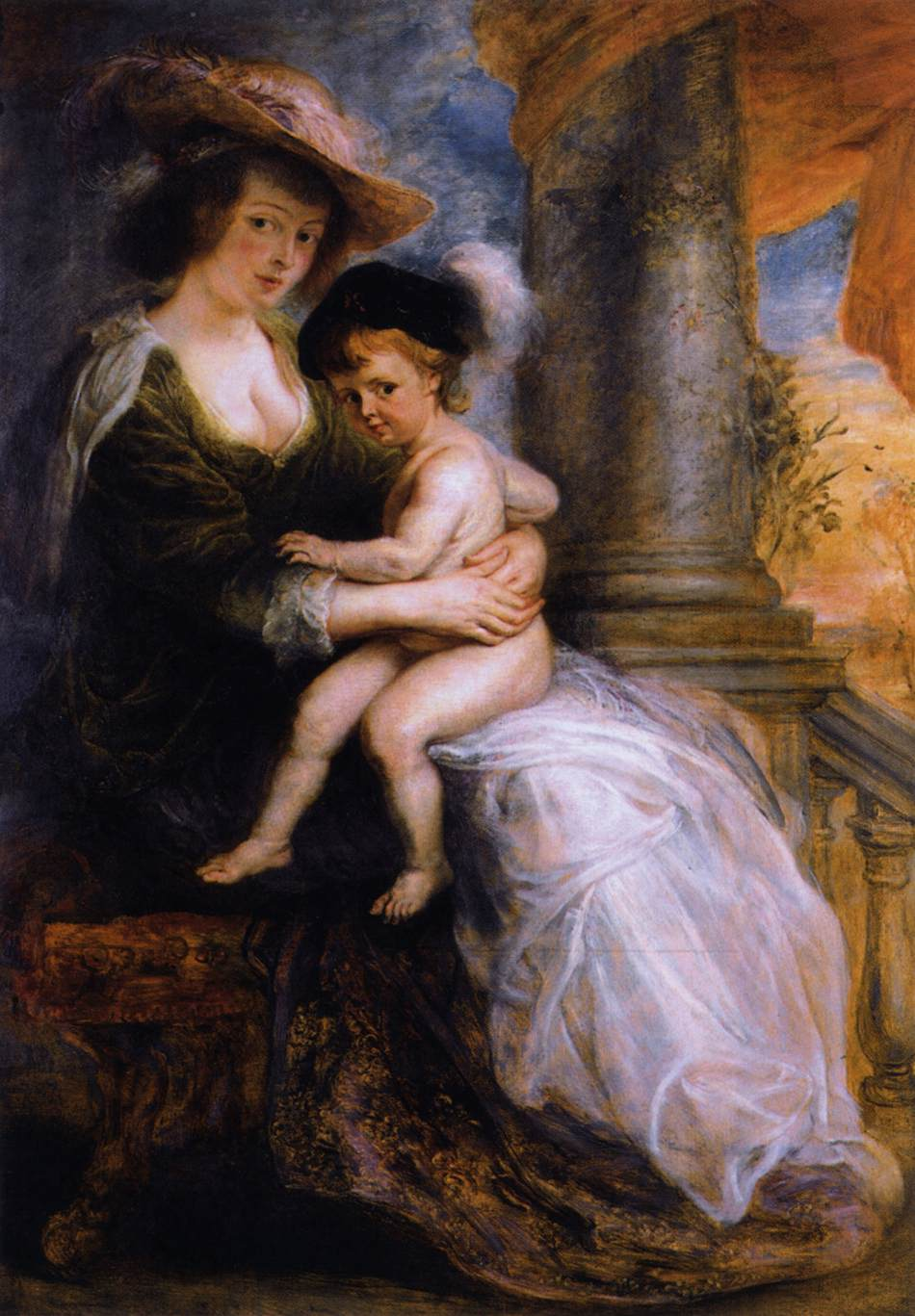
Alte Pinakothek, Munique
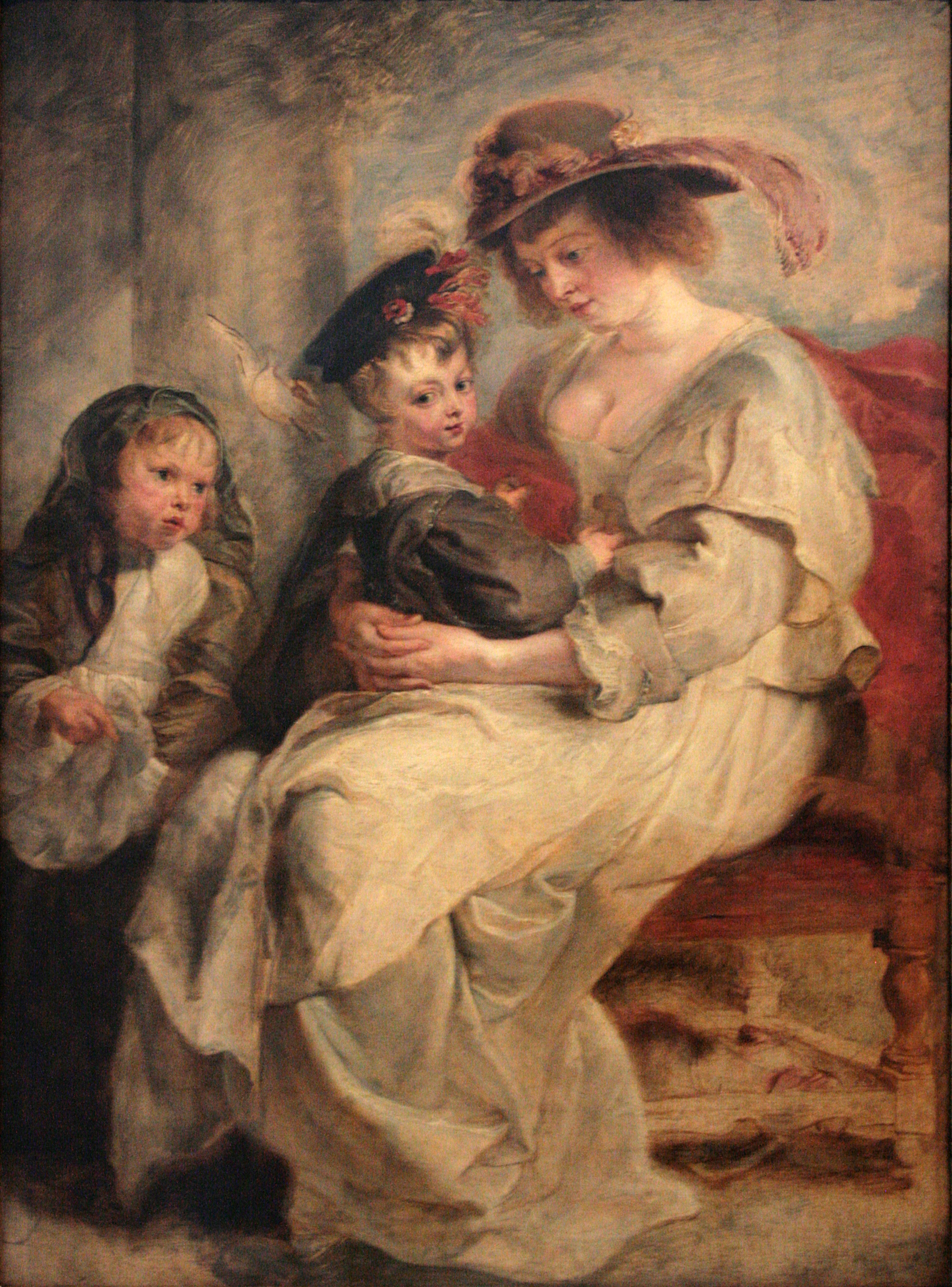
Museu do Louvre, Paris